# Gerry Beckley
Gerald Linford Beckley (Fort Worth, 12 de setembro de 1952) é um cantor, compositor e músico estadunidense, membro fundador da banda America.

## Vida pessoal
Beckley tem dois filhos, Matthew e Joe. Matthew também é músico; ele fez turnês com Katy Perry e trabalhou com outros artistas, incluindo Kesha e Britney Spears. Joe é um fotógrafo em Los Angeles. Beckley, agora casado com uma australiana, divide seu tempo entre casas na Califórnia e na Austrália.